# Отварач калијумског канала
Отварач калијум канала је тип лека који посредује јонску трансмисију кроз калијумске канале.
Примери лекова из ове групе су:
- Диазоксид[1] вазодилататор који се користи за третман хипертензије, и релаксацију глатких мишића
- Миноксидил[2] вазодилатор који се користи за хипертензију, као и за спречавање губитка косе
- Никорандил[3] вазодилатор који се користи за третман ангине
- Пинацидил[4]
- Ретигабин,[5][6] антиконвулсант
- Флупиртин, аналгетик са својствима мишићног релаксант и Антиконвулсант